# Matt Barnes
Matt Kelly Barnes (Santa Clara, California; 9 de marzo de 1980) es un exjugador de baloncesto estadounidense que disputó catorce temporadas en la NBA. Con 2,01 metros de estatura, jugaba en la posición de alero.
En la actualidad, junto con el también exbaloncestista Stephen Jackson, emite un podcast titulado All the smoke en el que comentan historias y noticias de la NBA con jugadores y exjugadores.

## Trayectoria deportiva

### Universidad
Tras dejar el instituto, jugó cuatro años en UCLA, promediando 13.5 puntos y 6.2 rebotes en su última campaña.

#### Estadísticas
| Año     | Equipo | PJ  | PT | MPP  | %TC  | %3P  | %TL  | RPP | APP | ROB | TPP | PPP  |
| ------- | ------ | --- | -- | ---- | ---- | ---- | ---- | --- | --- | --- | --- | ---- |
| 1998–99 | UCLA   | 30  | 8  | 13.1 | .434 | .294 | .478 | 2.9 | 0.8 | 0.3 | 0.2 | 3.9  |
| 1999-00 | UCLA   | 28  | 1  | 14.8 | .471 | .156 | .488 | 2.6 | 1.0 | 0.7 | 0.4 | 5.6  |
| 2000-01 | UCLA   | 32  | 26 | 30.3 | .478 | .120 | .574 | 7.3 | 2.7 | 1.6 | 0.6 | 11.6 |
| 2001-02 | UCLA   | 31  | 31 | 30.7 | .471 | .417 | .619 | 6.2 | 3.5 | 1.1 | 0.3 | 13.5 |
| Total   | Total  | 121 | 66 | 22.6 | .469 | .314 | .566 | 4.8 | 2.0 | 1.0 | 0.4 | 8.8  |

### Profesional
Fue seleccionado por Memphis Grizzlies en segunda ronda del Draft de 2002.Su primera temporada fue  en Los Angeles Clippers a las que luego vendrían acompañando a los  Sacramento Kings, New York Knicks y Philadelphia 76ers, promediando 4.1 puntos. Fue traspasado de los Kings a los 76ers a mitad de temporada 2004-05 en el intercambio que mandaba a Chris Webber a Philadelphia. Al poco tiempo fue cortado y fichó por los Knicks, equipo que también le cortó tras jugar solamente seis partidos. Finalizó la temporada jugando nuevamente en los 76ers.
En octubre de 2006, Barnes firmó con Golden State Warriors. El 26 de diciembre de 2006, anotó 7 triples en un partido, récord de la franquicia. Meses más tarde, Jason Richardson rompió dicho récord, anotando una canasta de tres más. Después de ser casi despreciado por muchos equipos de la NBA, Barnes se hizo un sitio en la liga promediando 9.8 puntos, 4.6 rebotes y un 36.6% en triples en la temporada 2006-07, además de ayudar al equipo a entrar en playoffs.
Barnes, antiguo jugador de fútbol americano en el instituto, llegó a decir que si los Warriors no le hubieran fichado, hubiera probado en la NFL.
El 20 de julio de 2008 fichó por Phoenix Suns. El 23 de julio de 2009 firmó cun contrato de dos años con Orlando Magic. Tras un año en los Magic, Barnes firmó con Los Angeles Lakers un contrato de dos años el 23 de julio de 2010 a razón de 3.6 millones de dólares.
En septiembre de 2012 fichó por Los Angeles Clippers.
El 15 de junio de 2015 fue traspasado por Los Angeles Clippers junto a Spencer Hawes a los Charlotte Hornets a cambio de Lance Stephenson. Pero 10 días después los Charlotte Hornets los traspasaron a los Memphis Grizzlies por Luke Ridnour.
En julio de 2016 firmó un contrato de 2 años a razón de 12 millones (el segundo de opción de jugador) con los Sacramento Kings. Pero en febrero de 2017 fue cortado por los Sacramento Kings.
En marzo de 2017 firmó para lo que quedaba de temporada con los Golden State Warriors y acabó la temporada consiguiendo el único anillo de toda su carrera.
El 11 de diciembre de 2017, Barnes anunció su retirada del baloncesto profesional a través de su cuenta de Instagram.

## Estadísticas de su carrera en la NBA
|  | Denota temporada en la que Barnes ganó un campeonato de la NBA |

### Temporada regular
| Año     | Equipo        | PJ  | PT  | MPP  | %TC  | %3P  | %TL  | RPP | APP | ROB | TPP | PPP  |
| ------- | ------------- | --- | --- | ---- | ---- | ---- | ---- | --- | --- | --- | --- | ---- |
| 2003-04 | L.A. Clippers | 38  | 9   | 19.1 | .457 | .154 | .705 | 4.0 | 1.3 | .7  | .1  | 4.5  |
| 2004-05 | Sacramento    | 43  | 9   | 16.6 | .411 | .227 | .603 | 3.1 | 1.3 | .7  | .2  | 3.8  |
| 2005-06 | New York      | 6   | 5   | 15.5 | .367 | .250 | .750 | 4.0 | 1.0 | .7  | .0  | 4.3  |
| 2005-06 | Philadelphia  | 50  | 0   | 10.8 | .536 | .182 | .674 | 1.9 | .4  | .3  | .1  | 3.0  |
| 2006-07 | Golden State  | 76  | 23  | 23.9 | .438 | .366 | .732 | 4.6 | 2.1 | 1.0 | .5  | 9.8  |
| 2007-08 | Golden State  | 73  | 18  | 19.4 | .423 | .293 | .747 | 4.4 | 1.9 | .7  | .5  | 6.7  |
| 2008-09 | Phoenix       | 77  | 40  | 27.0 | .423 | .343 | .743 | 5.5 | 2.8 | .7  | .3  | 10.2 |
| 2009-10 | Orlando       | 81  | 58  | 25.9 | .487 | .319 | .740 | 5.5 | 1.7 | .7  | .4  | 8.8  |
| 2010-11 | L.A. Lakers   | 53  | 0   | 19.2 | .470 | .318 | .779 | 4.3 | 1.3 | .7  | .4  | 6.7  |
| 2011-12 | L.A. Lakers   | 63  | 16  | 22.9 | .452 | .333 | .742 | 5.5 | 2.0 | .6  | .8  | 7.8  |
| 2012-13 | L.A. Clippers | 80  | 4   | 25.7 | .462 | .342 | .744 | 4.6 | 1.5 | 1.0 | .8  | 10.3 |
| 2013-14 | L.A. Clippers | 63  | 40  | 27.5 | .438 | .343 | .733 | 4.6 | 2.0 | .9  | .4  | 9.9  |
| 2014-15 | L.A. Clippers | 76  | 74  | 29.9 | .444 | .362 | .779 | 4.0 | 1.5 | .9  | .7  | 10.1 |
| 2015-16 | Memphis       | 76  | 45  | 28.8 | .381 | .322 | .804 | 5.5 | 2.1 | 1.0 | .8  | 10.0 |
| 2016-17 | Sacramento    | 54  | 13  | 25.3 | .384 | .327 | .758 | 5.5 | 2.8 | .7  | .3  | 7.6  |
| 2016-17 | Golden State  | 20  | 5   | 20.5 | .422 | .346 | .870 | 4.6 | 2.3 | .6  | .5  | 5.7  |
| Total   | Total         | 929 | 359 | 23.6 | .436 | .335 | .745 | 4.6 | 1.8 | .8  | .5  | 8.2  |

### Playoffs
| Año   | Equipo        | PJ | PT | MPP  | %TC  | %3P  | %TL  | RPP | APP | ROB | TPP | PPP  |
| ----- | ------------- | -- | -- | ---- | ---- | ---- | ---- | --- | --- | --- | --- | ---- |
| 2007  | Golden State  | 11 | 3  | 30.0 | .450 | .422 | .722 | 5.7 | 2.4 | 1.5 | .4  | 11.1 |
| 2010  | Orlando       | 14 | 14 | 23.3 | .400 | .375 | .850 | 4.7 | 1.4 | .7  | .2  | 6.4  |
| 2011  | L.A. Lakers   | 10 | 0  | 13.1 | .395 | .167 | .571 | 2.8 | .5  | .7  | .2  | 3.6  |
| 2012  | L.A. Lakers   | 11 | 0  | 16.8 | .271 | .161 | .500 | 3.3 | 1.5 | .9  | .5  | 3.5  |
| 2013  | L.A. Clippers | 6  | 0  | 27.0 | .545 | .412 | .842 | 5.0 | .5  | .7  | .3  | 11.8 |
| 2014  | L.A. Clippers | 13 | 13 | 31.1 | .421 | .317 | .684 | 4.5 | 1.8 | .9  | .2  | 9.4  |
| 2015  | L.A. Clippers | 14 | 14 | 29.2 | .380 | .267 | .750 | 5.1 | 1.6 | 1.4 | .7  | 7.6  |
| 2016  | Memphis       | 4  | 4  | 34.8 | .348 | .167 | .800 | 7.3 | 2.8 | 1.0 | .3  | 10.8 |
| 2017  | Golden State  | 12 | 0  | 5.1  | .267 | .125 | .000 | .8  | .6  | .2  | .0  | .8   |
| Total | Total         | 95 | 48 | 22.6 | .399 | .297 | .752 | 4.1 | 1.4 | .9  | .3  | 6.7  |

## Vida personal
Tiene un hermano y una hermana, su hermano Jason jugó al fútbol americano en la Canadian Football League. Colocó 21 tapones en un partido de instituto y fue recogepelotas de Sacramento Kings. Fue nombrado All-American en fútbol americano como sénior, liderando la nación con 28 touchdowns.
Barnes se casó con Gloria Govan, y tienen dos hijos gemelos. Se separaron en 2014.

### Problemas con la justicia
En septiembre de 2010 fue detenido por la policía del Condado de Sacramento por presunta violencia doméstica, tras encontrar a su novia con heridas y contusiones. Tras pagar una fianza de 50.000 dólares, fue puesto en libertad con cargos.
También por conducir con el carné suspendido y amenazar a un agente de policía en julio de 2012.